# معبد کاپیتولینوس
معبد ژوپیتر اپتیموس ماکسیموس (لاتین: Aedes Iovis Optimi Maximi Capitolini) یا معبد مشتری بزرگ‌ترین و مهم‌ترین معبد روم باستان و واقع در تپه کاپیتولین بود. اطراف آن را منطقه کاپیتولینا احاطه کرده بود که در آن زیارتگاه‌های متعدد، محراب‌ها، مجسمه‌ها و غنائم پیروزی را در معرض نمایش می‌گذاشتند.

## بنای معبد
نخستین پایه‌های معبد را پنجمین شاه روم، لوکیوس تارکوئینیوس پریسکوس، پی‌ریخت، چه در جنگی با سابینان وعده کرده بود که درصورت پیروزی بر دشمن چنین معبدی بسازد.
طبق گفته‌های تیتوس لیویوس و دیونوسیوس هالیکارناسی، پایه‌ها و بیشترِ روبنای معبد را لوکیوس تارکوئینیوس متکبر، هفتمین و آخرین شاه روم، به انجام رساند.
لیویوس همچنین در کتاب از پیدایش روم نقل می‌کند که، پیش از بنای معبد، در زمینی که می‌خواستند معبد را بر آن بنا کنند چند صومعه وجود داشت که همگی وقفِ خدایانِ دیگر شده بود. پس چون اوگورها از روی حرکت پرندگان فالگیری کردند تا بدانند که حذف یا جابجاییِ آن معابد جایز است یا خیر، پرندگان با حرکاتشان تأیید خود را نشان دادند، به‌جز در یک مورد و آنهم صومعهٔ ترمینوس؛ یعنی حذف یا جابجاییِ صومعهٔ این یک ایزد را جایز ندانستند. پس این یک صومعه را به معبدی که می‌خواستند بسازند پیوسته کردند. چون ترمینوس ایزد سرحدات بود، جایز نبودنِ جابجاییِ صومعه‌اش را به فال نیک گرفتند و چنین تفسیرش کردند که مرزها و سرحدات دولت روم تا ابد پایدار می‌ماند. فال نیکوی دومی که در حین ساخت معبد افتاد این بود که سَرِ یک انسان بر کارگرانی که مشغول کَندن بودند نمایان شد. اوگورها این فال را چنین تفسیر کردند که این معبد دژِ امپراتوریِ آینده و سَرِ جهان خواهد شد.